# The Last Predators
The Last Predators är det norska black metal-bandet Trolls andra fullängds studioalbum från 2000.

## Låtlista
1. "Bastards Last Breath" (Intro) – 1:09
2. "Fall of the Marbled Galaxy" – 3:07
3. "Seierens stråler" – 2:55
4. "Mending the Instincts" – 3:50
5. "Colony X-11: Inflict Mythical Mayhem" – 3:04
6. "My Glance into the Narrow Room" – 2:32
7. "Eyes as in I" – 2:30
8. "A.T. the Riddle" – 3:40
9. "The Last Predators" – 4:02
10. "Frelserens visjoner" – 0:18
11. "Outro" – 0:55

- Musik: Nagash (Stian André Arnesen)
- Text: Sinister Minister Twice

## Medverkande musiker
Troll
- Nagash – gitarr
- Sinister Minister Twice – sång

Bidragande musiker
- Hellhammer (Jan Axel Blomberg) – trummor
- Amund Svensson – keyboard, sampling
- Ursus Major (Bjørn Boge) – basgitarr

Produktion
- Neon Heart Inc. – omslagsdesign
- Pedro Prod – design
- T-4 – mastering

### Fotnoter
1. ↑  ”The Last Predators” (på engelska). Discogs. 15 mars 2000. https://www.discogs.com/Troll-The-Last-Predators/master/297650. Läst 20 oktober 2016.